# فريدريك جايلز جيبس
فريدريك جايلز جيبس (بالإنجليزية: Frederick Giles Gibbs)‏ هو أحيائي نيوزيلندي، ولد في 31 أكتوبر 1866، وتوفي في 16 يناير 1953.